# سرینا
سرینا (به ایتالیایی: Serina) یک کومونه در ایتالیا است که در استان برگامو واقع شده‌است.

## خصوصیات
سرینا ۲۷٫۶ کیلومترمربع مساحت و ۲٬۲۱۴ نفر جمعیت دارد و ۷۲۰ متر بالاتر از سطح دریا واقع شده‌است.